# Ewald Fischer-Dorp
Ewald Fischer-Dorp, ursprünglich und bis 1938 Ewald Fischer (* 2. Oktober 1899 in Frankfurt am Main; † 5. Februar 1991 in Niefern-Öschelbronn) war ein deutscher Richter. Er war Präsident des Landesverwaltungsgerichts in Braunschweig und des Landessozialgerichts in Celle.

## Leben
Fischer-Dorp trat nach Absolvierung seines juristischen Studiums und der Promotion zum Dr. jur. 1926 in den Dienst der evangelischen Kirchenverwaltung ein. Er wirkte zunächst in Stettin, Wiesbaden und Darmstadt und wurde 1939 zum Oberkonsistorialrat und Mitglied des Evangelischen Oberkirchenrats in Berlin berufen. Nach kurzer Abordnung an das Reichsministerium für Wissenschaft, Erziehung und Volksbildung in Berlin wurde er im Dezember 1943 in das Reichswirtschaftsministerium übernommen und im April 1944 zum Ministerialrat ernannt.
Nach dem Krieg kam Fischer-Dorp zur Regierung in Stade. Er wurde 1950 Regierungsrat und Vorsitzender einer Spruchkammer im Wohnungswesen. 1951 wurde er zum Oberregierungsrat befördert, wechselte aber im Oktober des Jahres als Verwaltungsgerichtsdirektor beim Landesverwaltungsgericht Braunschweig in den Justizdienst des Landes Niedersachsen. Im Mai 1954 wurde er zum Präsidenten des Landesverwaltungsgerichts ernannt. 1. Juli 1956 wurde er Präsident des Landessozialgerichts in Celle und wirkte dort bis zum Eintritt in den Ruhestand im Dezember 1963 am Aufbau der niedersächsischen Sozialgerichtsbarkeit mit.

## Werke
- Der Pflichtnotstand: der unbeachtliche Notstand. Frankfurt am Main, Univ., Diss., 1923